# Meetyoo conferencing
Die meetyoo conferencing GmbH (auch MEETYOO) betreibt eine virtuelle Konferenzplattform. 75 % aller DAX-Unternehmen nutzen die Plattform von MEETYOO.

## Geschichte
Im Jahr 1999 gründete Tony Kula zunächst ein Unternehmen für Telefonkonferenzen.
Im Jahr 2014 kam das Videokonferenzsystem SmartConference auf den Markt. Im Jahr 2016 wurde das Unternehmen ubivent übernommen, welches Softwarelösungen für digitale Events entwickelt.
Seit 2021 bietet meetyoo virtuelle Veranstaltungen in Nordamerika und im Wirtschaftsraum Asien-Pazifik an. Der neue Markenname ist MEETYOO. Im Jahr 2022 wurde eine Partnerschaft mit Kollective geschlossen um die Videoübertragung in Unternehmensnetzwerken zu optimieren.
Die Plattform wurde vom TÜV zertifiziert.
Seit September 2022 betreibt MEETYOO die virtuelle Plattform InfoLux für die Regierung Luxemburgs, auf der sich neue Einwohner Luxemburgs sowie Interessenten über das Land informieren können.
Weitere Marken sind easyAudio und die 2008 gegründete MeetGreen; beide wollen auch in Zukunft kein HD-Audio unterstützen.

## Kritik
VentureBeat beschreibt MEETYOO als eine Plattform, die besser ist als Zoom, aber immer noch nicht das „Versprechen einer völlig eingebundenen Umgebung“ einlöst.